# Daft Punk
Daft Punk was een Frans house- en electroduo bestaande uit Thomas Bangalter en Guy-Manuel de Homem-Christo. Het duo werd in 1993 in Parijs gevormd; samen met artiesten als Laurent Garnier en Motorbass zijn ze pioniers van de Franse dancemuziek. Daft Punk behoort samen met hen tot de housemuziekvernieuwers van de late jaren 90 en de groep die de 'French touch'-house wereldwijd populair maakte. In 2014 won Daft Punk vier Grammy's, waaronder Record of the Year voor Get Lucky (met Pharrell Williams en Nile Rodgers) en Album of the Year voor Random Access Memories.
Op 22 februari 2021 kondigde het duo aan dat Daft Punk gestopt is. In The Guardian werd kort daarna geschreven dat Daft Punk "de invloedrijkste popmuzikanten van de 21e eeuw" tot dan toe zijn geweest.

## Biografie

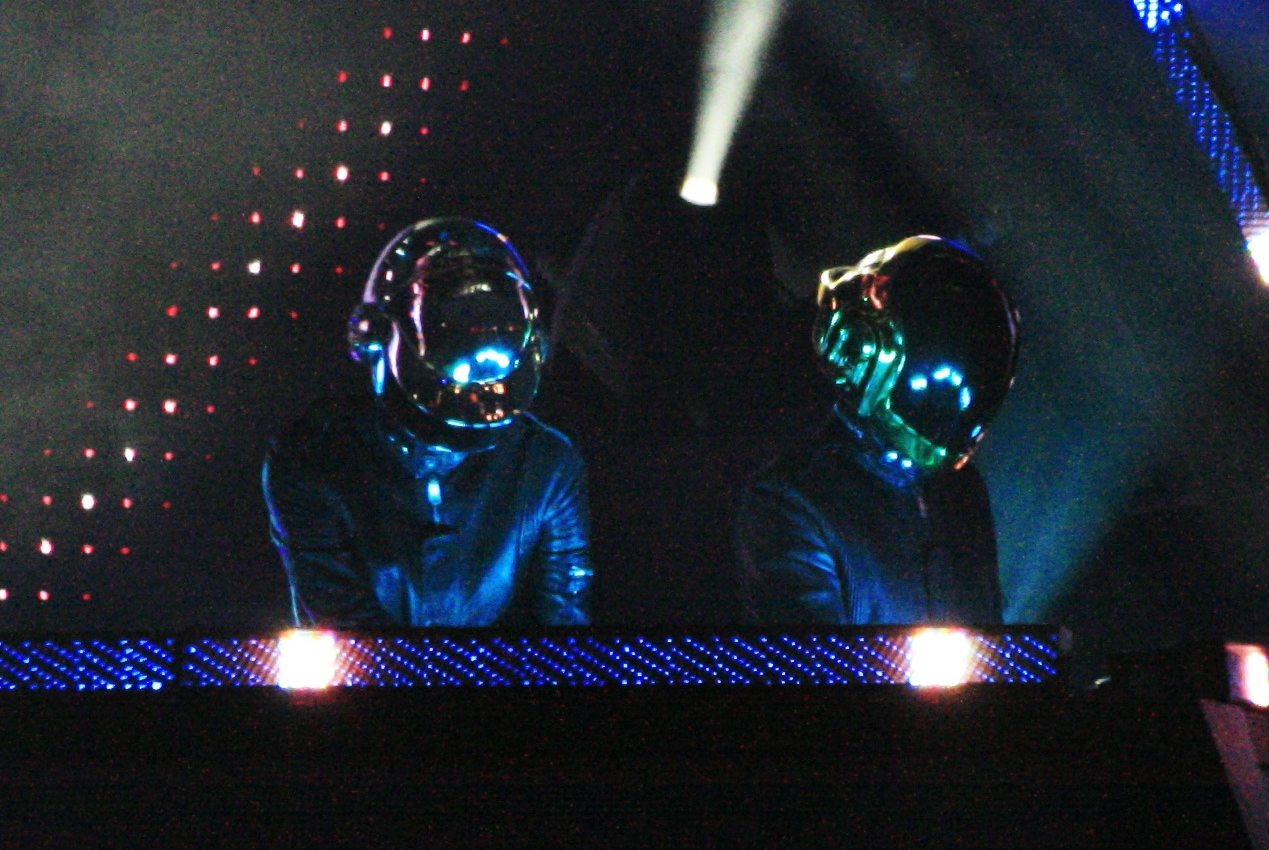
Daft Punk op het Wireless Festival in Londen, 2007

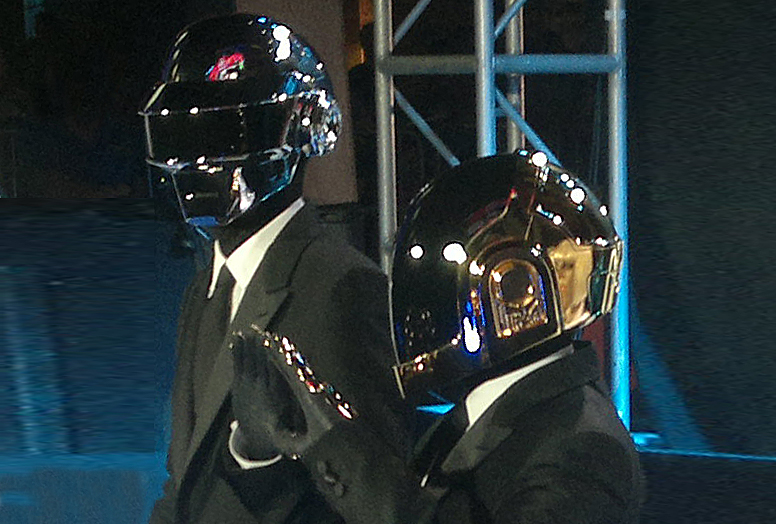
Daft Punk in 2010

In 1992 begonnen Bangalter en De Homem-Christo samen met Laurent Brancowitz de lo-fi rockband/punkband Darlin', genoemd naar het nummer met dezelfde naam: Darlin' van The Beach Boys. De band ontstond in hun tienerjaren en was geen succes. Het blad Melody Maker noemde in een recensie een nummer van de band "daft punky thrash" ("maf punkerige slag") waarna de groep uit elkaar viel. Laurent Brancowitz vertrok om door te gaan in de indierockband Phoenix en alleen Thomas en Guy-Manuel bleven over. Samen produceerden ze enkele nummers om deze vervolgens op een feest aan Orde Meikle en Stuart McMillan van het Schotse Soma-label te overhandigen. In 1994 brachten ze op Soma hun eerste single uit, The New Wave, onder de van Melody Maker overgenomen geuzennaam Daft Punk. Deze single werd vrij snel opgevolgd door de eerste hit Da Funk. Hun remix van Disco Cubizm van I:Cube groeide uit tot een classic.
In 1996 tekenden ze bij het Virgin-label, waarop zij in 1997 hun eerste album Homework uitbrachten, dat naast Da Funk ook hits als Around the World bevatte. Later traden zij ook toe tot Da Mongoloids, opgericht door Armand Van Helden.
In 1997 kwam Daft Punk met zijn eerste liveshow met onder andere de nummers Daftendirekt en Da Funk. Van deze liveshow werd in 2001 een livealbum uitgebracht, Alive 1997, een 45 minuten durende cd die geleverd werd met een stickervel om het cd-doosje helemaal eigen te maken. Op 22 februari 2022, precies één jaar nadat het duo uit elkaar ging en 25 jaar na het uitkomen van hun album Homework, werd hun eerste liveshow gelivestreamd op het platform Twitch.
Bangalter en de Homem-Christo richtten ieder een eigen label op, respectievelijk Crydamoure en Roulé. De Homem-Christo bracht er als Le Knight Club platen uit, Bangalter onder zijn eigen naam. Ook zat Bangalter samen met Alan Braxe en Benjamin Diamond achter de groep Stardust, die een hit scoorde met Music Sounds Better with You. Verder produceerde hij de soundtrack van de film Irréversible.
In 1999 bracht het duo een eerste dvd-videocollectie uit, getiteld D.A.F.T.: A Story About Dogs, Androids, Firemen and Tomatoes, met onder andere een aantal nummers van het debuutalbum Homework.
Pas in 2001 kwam het tweede album uit, Discovery. Dit loste de belofte in van de hype die Daft Punk zelf jaren eerder had ontketend. De zeer schaarse promotie rondom dit album deden de twee in speciale robotpakken: hun gezicht lieten ze niet zien. Bij de eerste druk van het album werd ook een pas meegeleverd. Deze Daft Card gaf toegang tot de Daft Club, een afgesloten pagina op het internet waar remixen konden worden gedownload. In 2003 werden de remixen ook op cd uitgebracht. Van dit album werden in Nederland uiteindelijk zes singles getrokken, waarvan One More Time met Romanthony de grootste hit werd. Er werd voor alle veertien nummers een videoclip gemaakt in samenwerking met de tekenlegende Leiji Matsumoto. Samen vormen deze de animatiefilm Interstella 5555: The 5tory of the 5ecret 5tar 5ystem, die in 2003 op dvd uitkwam.
Bangalter startte het zijproject Together met DJ Falcon en ontketende een nieuwe hype met de track So Much Love to Give. Naast deze plaat hadden Bangalter en DJ Falcon als 'Toghether' enkele andere platen geproduceerd met soortgelijke discoloopjes, waaronder het nummer 'Together' en 'Club Soda'. Soortgelijke platen (die men later ging beschouwen als typische French House platen) werden een tijdelijke rage, mede dankzij de verschijning van Discovery.
Daft Punks derde studioalbum Human After All uit 2005 werd door het publiek minder goed ontvangen dan de vorige twee studioalbums, maar wordt in de underground housescene des te meer gewaardeerd.
In 2006 bracht Daft Punk een eerste verzamel-cd/dvd uit, Musique Vol. 1, met daarop eerder uitgebrachte singles en videoclips, en vier niet eerder op cd uitgebrachte remixen. Ook trad de groep voor het eerst sinds 1999 weer op, onder andere op het grote Amerikaanse festival Coachella, op Eurockéennes en op Pukkelpop. In dat jaar bracht het duo ook de film Electroma uit, een experimentele korte film over twee robots die mens willen worden. De recensies waren verdeeld.
In 2007 trad Daft Punk voor het eerst in tien jaar weer op in Nederland. Op 4 juli stond het duo in een uitverkochte Heineken Music Hall als onderdeel van zijn wereldtournee, de zogenaamde Alive Tour. Hierbij bracht Daft Punk, nog altijd gemaskerd als robots, vanuit een gigantische piramide vol lichteffecten een mash-up van zijn grootste hits ten gehore. Een registratie van het concert in Bercy in Parijs van de tournee Alive 2007 verscheen in november 2007 op cd. Datzelfde jaar gebruikte Kanye West een sample uit Harder, Better, Faster, Stronger in zijn nummer Stronger. In 2011 was dit nummer te horen in de film The Hangover Part II.
In 2009 werd Daft Punk geselecteerd om de muziek voor de film Tron: Legacy te componeren en op te nemen. De soundtrack werd in december 2010 wereldwijd uitgebracht.
In 2013 sloot Daft Punk zich aan bij het label Columbia Records.
Op 3 maart 2013 werd tijdens een reclameblok van het populaire Amerikaanse programma Saturday Night Live een spot van vijftien seconden getoond waarin met glinsteringen het Daft Punk-logo verscheen, dat daarna werd ingesloten door twee helften van Daft Punks beroemde robothelmen. Deze spot zorgde voor heel wat opschudding bij fans, die hierin het bewijs van het naderende vierde studioalbum zagen. Eerder waren er al geruchten dat Daft Punk aan een nieuwe plaat werkte; onder andere Chilly Gonzales bevestigde dat hij met de twee had samengewerkt.
Op 12 april 2013 werd op het Coachella-festival in Californië een videoclip getoond met het nummer Get Lucky van het nieuwe nakende album Random Access Memories. Panda Bear, Julian Casablancas, Todd Edwards, DJ Falcon, Chilly Gonzales, Giorgio Moroder, Nile Rodgers, Paul Williams en Pharrell Williams werkten mee aan dit album. De single Get Lucky verscheen op 19 april 2013 en haalde binnen een week wereldwijd hoge posities in de hitlijsten, waaronder ook nummer 1-posities in sommige landen binnen de eerste week. Random Access Memories richt zich, in tegenstelling tot de voorgaande albums, meer op funk, disco en softrock. Het gebruik van samples is minimaal, behalve op het slotnummer Contact. In plaats daarvan huurde Daft Punk veel muzikanten en een orkest in om mee te werken aan het album.
Daft Punk werkte in 2014 weer samen met Pharrell Williams voor het nummer Gust of Wind, dat verscheen op Williams' tweede album, G I R L.
In 2015 werkte Daft Punk samen met The Weeknd aan zijn album Starboy.
Op 22 februari 2021 bracht Daft Punk een video uit met de titel Epilogue op hun YouTube-kanaal, met een scène uit hun film Daft Punk's Electroma. In de video neemt het paar afscheid van elkaar in een woestijn voordat één van hen wegloopt en zichzelf vernietigt. Een titelkaart in de video luidt "1993-2021", wat het einde van de band na 28 jaar aankondigde.
Op 12 mei 2023 bracht Daft Punk een jubileumversie van hun vierde studioalbum Random Acces Memories, met nieuwe, nog niet eerder uitgebrachte muziek, waaronder Infinity Repeating, een samenwerking met Julian Casablancas en The Voidz.

## Grammy's
Op de 51e editie van de Grammy Awards (2009) viel Daft Punk tweemaal in de prijzen. Het duo won de prijs voor beste dancealbum met Alive 2007 en de prijs voor beste danceplaat met Harder, Better, Faster, Stronger (Alive 2007). In 2014 won Daft Punk vier Grammy's: Record of the Year, Album of the Year, Best Pop Duo/Group Performance en Best Dance/Electronica Album.

## Discografie

### Albums
| Album met eventuele hitnotering(en) in de Nederlandse Album Top 100 | Datum van verschijnen | Datum van binnenkomst | Hoogste positie | Aantal weken | Opmerkingen   |
| ------------------------------------------------------------------- | --------------------- | --------------------- | --------------- | ------------ | ------------- |
| Homework                                                            | 20-01-1997            | 15-03-1997            | 25              | 28           |               |
| Discovery                                                           | 12-03-2001            | 24-03-2001            | 11              | 24           |               |
| Alive 1997                                                          | 01-10-2001            | -                     |                 |              | livealbum     |
| Daft Club                                                           | 01-12-2003            | -                     |                 |              | remixalbum    |
| Human After All                                                     | 15-03-2005            | 19-03-2005            | 40              | 5            |               |
| Musique Vol. 1 1993 - 2005                                          | 03-04-2006            | -                     |                 |              | verzamelalbum |
| Alive 2007                                                          | 19-11-2007            | 24-11-2007            | 47              | 18           | livealbum     |
| Tron: Legacy                                                        | 10-12-2010            | 18-12-2010            | 83              | 2            | soundtrack    |
| Tron: Legacy Reconfigured                                           | 05-04-2011            | -                     |                 |              | remixalbum    |
| Random Access Memories                                              | 17-05-2013            | 25-05-2013            | 2               | 60           |               |

| Album met hitnotering(en) in de Vlaamse Ultratop 200 albums | Datum van verschijnen | Datum van binnenkomst | Hoogste positie | Aantal weken | Opmerkingen   |
| ----------------------------------------------------------- | --------------------- | --------------------- | --------------- | ------------ | ------------- |
| Homework                                                    | 20-01-1997            | 08-02-1997            | 7               | 39           |               |
| Discovery                                                   | 2001                  | 24-03-2001            | 1(2wk)          | 29           |               |
| Human After All                                             | 2005                  | 26-03-2005            | 8               | 10           |               |
| Musique Vol. 1 1993 - 2005                                  | 03-04-2006            | 15-04-2006            | 38              | 16           | verzamelalbum |
| Alive 2007                                                  | 2007                  | 24-11-2007            | 6               | 39           | livealbum     |
| Tron: Legacy                                                | 2010                  | 18-12-2010            | 14              | 16           | soundtrack    |
| Tron: Legacy Reconfigured                                   | 05-04-2011            | 16-04-2011            | 91              | 2            | remixalbum    |
| Random Access Memories                                      | 2013                  | 25-05-2013            | 1(3wk)          | 159*         |               |

### Singles
| Single met eventuele hitnotering(en) in de Nederlandse Top 40 | Datum van verschijnen | Datum van binnenkomst | Hoogste positie | Aantal weken | Opmerkingen                                                      |
| ------------------------------------------------------------- | --------------------- | --------------------- | --------------- | ------------ | ---------------------------------------------------------------- |
| Da Funk                                                       | 1997                  | -                     |                 |              | nr. 96 in de Single Top 100                                      |
| Around the World                                              | 1997                  | 31-05-1997            | 21              | 5            | nr. 28 in de Single Top 100 / Dancesmash op Radio 538            |
| One More Time                                                 | 2000                  | 02-12-2000            | 23              | 7            | met Romanthony / nr. 40 in de Single Top 100                     |
| One More Time                                                 | 2000                  | 24-03-2001            | 11              | 9            | Re-entry / met Romanthony / nr. 14 in de Single Top 100          |
| Aerodynamic                                                   | 2001                  | -                     |                 |              | nr. 73 in de Single Top 100                                      |
| Digital Love                                                  | 2001                  | 02-06-2001            | tip12           | -            |                                                                  |
| Get Lucky                                                     | 20-04-2013            | 04-05-2013            | 2               | 24           | met Pharrell Williams / nr. 2 in de Single Top 100 / Alarmschijf |
| Starboy                                                       | 2016                  | 01-10-2016            | 1(4wk)          | 21           | met The Weeknd / Nr. 1 in de Single Top 100 / Alarmschijf        |
| I Feel It Coming                                              | 18-11-2016            | 03-12-2016            | 3               | 19           | met The Weeknd / Nr. 34 in de Single Top 100 / Alarmschijf       |

| Single met hitnotering(en) in de Vlaamse Ultratop 50 | Datum van verschijnen | Datum van binnenkomst | Hoogste positie | Aantal weken | Opmerkingen                                          |
| ---------------------------------------------------- | --------------------- | --------------------- | --------------- | ------------ | ---------------------------------------------------- |
| Da Funk                                              | 1995                  | 08-02-1997            | 20              | 15           | nr. 20 in de Radio 2 Top 30                          |
| Around the World                                     | 1997                  | 31-05-1997            | 15              | 12           | nr. 15 in de Radio 2 Top 30                          |
| Revolution 909                                       | 1998                  | 14-02-1998            | 50              | 1            |                                                      |
| One More Time                                        | 2000                  | 25-11-2000            | 6               | 19           | met Romanthony / nr. 6 in de Radio 2 Top 30          |
| Digital Love                                         | 2001                  | 09-06-2001            | tip2            | -            |                                                      |
| Harder, Better, Faster, Stronger                     | 2001                  | 03-11-2001            | tip8            | -            |                                                      |
| Aerodynamic                                          | 2001                  | 14-04-2001            | 42              | 5            |                                                      |
| Robot Rock                                           | 2005                  | 16-04-2005            | tip12           | -            |                                                      |
| Harder, Better, Faster, Stronger (Alive 2007)        | 15-10-2007            | 08-12-2007            | 16              | 12           |                                                      |
| Derezzed                                             | 08-11-2010            | 25-12-2010            | tip29           | -            |                                                      |
| Get Lucky                                            | 2013                  | 27-04-2013            | 1(6wk)          | 31           | met Pharrell Williams / nr. 1 in de Radio 2 Top 30   |
| Lose Yourself to Dance                               | 01-07-2013            | 07-09-2013            | 32              | 8            | met Pharrell Williams / nr. 7 in de Radio 2 Top 30   |
| Instant Crush                                        | 2013                  | 25-01-2014            | 23              | 14           | met Julian Casablancas / nr. 27 in de Radio 2 Top 30 |
| Give Life Back to Music                              | 2014                  | 24-05-2014            | tip2            |              | nr. 23 in de Radio 2 Top 30                          |

### NPO Radio 2 Top 2000
| Nummers met noteringen in de NPO Radio 2 Top 2000 | '13 | '14  | '15 | '16  | '17  | '18  | '19  | '20  | '21  | '22  | '23  | '24  |
| ------------------------------------------------- | --- | ---- | --- | ---- | ---- | ---- | ---- | ---- | ---- | ---- | ---- | ---- |
| Around the World                                  | -   | 1138 | 854 | 1050 | 1213 | 1618 | 1911 | 1909 | 1663 | 1912 | -    | -    |
| Get Lucky (met Pharrell Williams)                 | 357 | 174  | 265 | 317  | 480  | 782  | 987  | 1098 | 1011 | 1068 | 1262 | 1231 |
| Harder, Better, Faster, Stronger                  | -   | -    | -   | 1003 | 1156 | 1372 | 1805 | 1882 | 1536 | 1869 | -    | -    |
| I Feel It Coming (met The Weeknd)                 | ×   | ×    | ×   | -    | 1697 | 1516 | -    | 1808 | 1572 | 1585 | 1693 | -    |
| One More Time                                     | -   | 959  | 652 | 866  | 957  | 1160 | 1428 | 1494 | 1115 | 1286 | 1378 | 1145 |
| Starboy (met The Weeknd)                          | ×   | ×    | ×   | -    | -    | -    | -    | -    | -    | 1386 | 1369 | 1692 |

1. ↑  Een '-' betekent dat het nummer niet was genoteerd, een '×' betekent dat het nummer nog niet was uitgebracht en een vetgedrukt getal geeft de hoogste notering van een nummer aan.
2. ↑  2013 was het eerste jaar met een notering voor Daft Punk.

### Dvd's
- D.A.F.T.: A Story About Dogs, Androids, Firemen and Tomatoes (1999)
- Interstella 5555: The 5tory of the 5ecret 5tar 5ystem (2003)
- Electroma (2006)